# Cân i Gymru
Cân i Gymru (Nederlands: Een lied voor Wales) is een Welshe televisieshow die sinds 1969 wordt uitgezonden door S4C. Het is een muziekprogramma waarin professionele muzikanten tegen elkaar strijden om de titel van het beste Walshe nummer van dat jaar. Het festival heeft elk jaar plaatsgevonden met uitzondering van 1973.

## Winnaars
| Jaar | Lied                       | Engelse Vertaling        | Artiest                           |
| ---- | -------------------------- | ------------------------ | --------------------------------- |
| 2012 | Braf yw Cael Byw           | Being Alive is Fine      | Gai Toms & Philip Jones           |
| 2011 | Rhywun yn Rhywle           | Someone Somewhere        | Tesni Jones                       |
| 2010 | Bws i'r Lleuad             | Bus to the Moon          | Tomos Wyn                         |
| 2009 | Gofidiau                   | Regrets                  | Elfed Morgan Morris               |
| 2008 | Atgofion                   | Memories                 | Aled Myrddin                      |
| 2007 | Blwyddyn Mas               | Year Out                 | Einir Dafydd and Ceri Wyn Jones   |
| 2006 | Lili'r nos                 | Lily of the night        | Ryland Teifi                      |
| 2005 | Mi Glywais                 | I Heard                  | Rhydian Bowen Phillips            |
| 2004 | Dagrau Tawel               | Silent Tears             | Rhian Mair Lewis                  |
| 2003 | Oes Lle I Mi               | Is There Room For Me     | Non Parry & Steffan Rhys Williams |
| 2002 | Harbwr Diogel              | Safe Bay                 | Elin Fflur                        |
| 2001 | Dagrau Ddoe                | Yesterday's Tears        | Geinor Haf                        |
| 2000 | Cae o Yd                   | Field of Corn            | Martin Beattie                    |
| 1999 | Torri'n Rhydd              | Breaking Free            | Steffan Rhys Williams             |
| 1998 | Rho Dy Law                 | Give Your Hand           | Arwel Wyn Roberts                 |
| 1997 | Un Funud Fach              | One Small Minute         | Bryn Fôn                          |
| 1996 | Cerrig yr Afon             | River's Stones           | Iwcs a Doyle                      |
| 1995 | Yr Ynys Werdd              | The Green Island         | Gwenda Owen                       |
| 1994 | Rhyw Ddydd                 | Some Day                 | Geraint Griffiths                 |
| 1993 | Y Cam Nesa                 | The Next Step            | Paul Gregory                      |
| 1992 | Dal i Gredu                | Still Believe            | Eifion Williams                   |
| 1991 | Yr Un Hen Le               | The Same Old Place       | Neil Williams a'r Band            |
| 1990 | Gwlad y Rasta Gwyn         | Land of the White Rasta  | Sobin a'r Smaeliaid               |
| 1989 | Twll Triongl               | Triangle Hole            | Hefin Huws                        |
| 1988 | Can Wini                   | Wini's Song              | Manon Lwyd                        |
| 1987 | Gloria Tyrd Adre           | Gloria Come Home         | Eryr Wen                          |
| 1986 | Be ddylwn i Dweud          | What Should I Say        | Eirlys Parri                      |
| 1985 | Celilog y Gwynt            | Grasshoppers             | Bwchadanas                        |
| 1984 | Y Cwm                      | The Valley               | Geraint Griffiths                 |
| 1983 | Popeth ond y Gwir          | Everything But The Truth | Linda Healey & Cleif Harpwood     |
| 1982 | Nid Llwynog Oedd yr Haul   | The Sun Wasn't A Fox     | Caryl Parry Jones & Bando         |
| 1981 | Dechrau'r Dyfodol          | Start Of The Future      | Beca                              |
| 1980 | Golau Tan Gwmwl            | Light under a Cloud      | Plethyn                           |
| 1979 | Ni Welaf yr Haul           | I Don't See The Sun      | Pererin                           |
| 1978 | Angel ble wyt ti?          | Angel where are you?     | Delwyn Sion & Brian               |
| 1977 | Dafydd ap Gwilym           | Dafydd ap Gwilym         | Cawl Sefin                        |
| 1976 | Y Llanc Glas Llygaid       | The Blue-Eyed Boy        | Rhian Rowe                        |
| 1975 | Caledfwlch                 | Caledfwlch               | Bran                              |
| 1974 | I gael Cymru'n Gymru Rhydd | To Get A Free Wales      | Iris Williams                     |
| 1973 | geen festival              | geen festival            | geen festival                     |
| 1972 | Pan ddaw'r Dydd            | When The Day Comes       | Heather Jones                     |
| 1971 | Nwy yn y Nen               | Smoke in the Sky         | Eleri Lloyd                       |
| 1970 | Dydd o haf                 | Summer's day             | Y Canolwyr                        |
| 1969 | Y Cwilt Cymreig            | The Welsh Quilt          | Margaret Williams                 |